# Bart Světský
Bart Světský (v anglickém originále Bart Carny) je 12. díl 9. řady (celkem 190.) amerického animovaného seriálu Simpsonovi. Scénář napsal John Swartzwelder a díl režíroval Mark Kirkland. V USA měl premiéru dne 11. ledna 1998 na stanici Fox Broadcasting Company a v Česku byl poprvé vysílán 18. ledna 2000 na stanici ČT1.

## Děj
Když se Marge neúspěšně snaží přimět děti, aby uklidily zahradu, vběhne Homer do domu a oznámí rodině, že ve městě je karneval. Po vyzkoušení několika atrakcí se Bart dostane do potíží, když nabourá do stromu vystavenou Hitlerovou limuzínou. Aby zaplatili škodu, stanou se Bart a Homer kolotočáři. 
Setkají se s karnevalovými hosty Cooderem a jeho synem Spudem. Cooder požádá Homera, aby provozoval jeho herní stánek, ale Homerovi se nepodaří podplatit náčelníka Wigguma a Cooderův stánek je zavřen. Homer se cítí provinile a k Margině zděšení pozve Coodera a Spuda k sobě do domu Simpsonových. 
Jako výraz vděčnosti věnují Cooderovi Simpsonovým lístky na projížďku lodí se skleněným dnem. Když se Simpsonovi vrátí, zjistí, že zámky u dveří byly vyměněny, okna jsou zabedněná a jméno Simpsonových je přeškrtnuto z poštovní schránky a nahrazeno nápisem „Cooderovi“. Rodina je nucena usadit se v Bartově domku na stromě. 
Homer navrhne Cooderovým, že pokud se mu podaří hodit na komín obruč, dostanou svůj dům zpět. Pokud se netrefí, přepíše list vlastnictví na Coodera. Cooder souhlasí a vstoupí na trávník před dům, aby mohl sledovat Homerův pokus. Homer se protáhne a rozcvičí, jako by se chystal házet, ale místo toho se s rodinou náhle nahrne do domu a nechá Coodera a Spuda v němém úžasu. Zároveň ale Cooder ohromeně konstatuje, že je „porazili ti nejlepší“. Poté, co se jim Homer zevnitř nejprve škodolibě vysměje, začne je opět litovat a uvažuje, že je přivede zpět. Na naléhání nervózního Barta pak Marge odvede Homerovu pozornost tím, že ho upozorní na jeho důlek v gauči, který Cooderovi zničili, a tak se jej Homer pokusí uvést do původního stavu.

## Produkce
Karneval v této epizodě je založen na veletrhu The Eastern States Exposition (v současnosti známý jako The Big E). Mike Scully na něj jako dítě chodil a doufal, že se jednou stane kolotočářem. Jedná se o jedinou epizodu, o které Mark Kirkland řekl svým rodičům, aby se na ni nedívali. Důvodem je Bartova hláška „Z cesty, jsem Hitler!“. Kirklandův nevlastní otec byl poručíkem ve druhé světové válce a v boji byl zraněn. Cooder byl vymodelován podle Davida Mirkina, showrunnera 5. a 6. série a spoluautora scénáře a výkonného producenta dvou epizod 9. série. Tvar Spudovy hlavy je vymodelován podle Bartovy hlavy. Efekt rybího oka, kdy se Cooder dívá kukátkem, nakreslil ručně, nikoli opticky, asistent režie Matthew Nastuk. Matt Groening uvedl, že měli rozpracováno několik konců, včetně toho, kdy Homer skutečně obruč na komín hodil.

## Kulturní odkazy
Když Homer a Bart mluví skrz zuby, držíce kuřata, je to odkaz na filmy Boba Hopea a Binga Crosbyho. Některé z cen ve hře s házením kroužků jsou zrcadlo Def Leppard, Rubikova kostka a plastová koule Magic 8-Ball. Píseň, která hraje na konci epizody, když Homer spravuje svůj důlek v pohovce, je „Groove Me“ od King Floyd.
V epizodě jsou dva odkazy na dřívější epizodu Simpsonových Stařec a Líza. Marge radí Homerovi, aby nejezdil na horské dráze Tooth Chipper kvůli svému čtyřnásobnému bypassu. Během rodinné projížďky na lodi se skleněným dnem je na mořském dně vidět sud s Lízinou patentovanou zvířecí kejdou.

## Přijetí
V původním vysílání se díl umístil na 13. místě ve sledovanosti v týdnu od 5. do 11. ledna 1998 s ratingem 11,9 podle agentury Nielsen, což odpovídá přibližně 11,7 milionu domácností, a stal se tak nejsledovanější epizodou 9. série. Po seriálu Akta X se v tom týdnu stala druhým nejlépe hodnoceným pořadem na stanici Fox.
Autoři knihy I Can't Believe It's a Bigger and Better Updated Unofficial Simpsons Guide, Warren Martyn a Adrian Wood, ji označili za „jednu z nejsmutněji nevtipných epizod vůbec, kterou pozvedlo jen krátké objevení se mluvícího velblouda a Homerův chytrý způsob, jak dostat Coodera a Spuda z jeho domu. Zatímco většina politicky nekorektních momentů seriálu je vtipná a dobře odpozorovaná, tato epizoda jako by říkala, že pouťoví lidé a pocestní jsou opravdu hluboce nepříjemní zločinci, kteří jsou nenapravitelní a zároveň nehodní pomoci. Čas protivné chuti v ústech.“
Isaac Mitchell-Frey z Herald Sun označil epizodu za „geniální“ a vyzdvihl ji spolu s epizodami Trable s triliony a Radost ze sekty. Ostatní autoři Simpsonových ji v audiokomentáři na DVD označili za „trestuhodně nedoceněnou“.